# Vodafone yu
Vodafone yu fue una marca comercial perteneciente a Vodafone España, diseñada para ofrecer productos y servicios de manera independiente y diferenciada del resto de los clientes de la compañía. Esta estrategia permitía a Vodafone yu operar con una autonomía similar a la de un Operador Móvil Virtual (OMV). La marca utilizaba la red de cobertura y los servicios logísticos de Vodafone España. Sus estrategias comerciales estaban dirigidas principalmente al público joven y universitario, ofreciendo un conjunto de tarifas específicas que se comercializaban tanto en tiendas Vodafone como en la red de distribución del operador.

## Historia
Vodafone yu fue lanzada el 2 de noviembre de 2012 con el objetivo de competir en el segmento joven del mercado. Esta iniciativa seguía el ejemplo de sus principales competidores en España, Movistar y Orange, que habían lanzado sus propias marcas jóvenes, Tuenti y Amena respectivamente.
La marca dejó de operar el 15 de julio de 2024.

### Presentadores
Dani Mateo fue el presentador del programa de radio Yu: No te pierdas nada durante sus siete temporadas en LOS40. Cada año, el programa contó con diferentes copresentadores hasta que en 2019 pasó a Europa FM, con Ana Morgade al frente. En la temporada 2021/22, la última del formato, Morgade presentó junto a Valeria Ros (sustituyendo a Victoria Martín) de lunes a jueves, Alberto Casado y Rober Bodegas (Pantomima Full) los viernes, y finalmente Lorena Castell lideró Yu Music junto a Bnet los domingos.
     Presentadores Yu No te pierdas nada
     Copresentadores fijos
     Copresentadores esporádicos
     Presentadores Yu Music
| Cadena              |         |         |         |         |         |         |         |         |         |         |
| Temporada           | 2012/13 | 2013/14 | 2014/15 | 2015/16 | 2016/17 | 2017/18 | 2018/19 | 2019/20 | 2020/21 | 2021/22 |
| ------------------- | ------- | ------- | ------- | ------- | ------- | ------- | ------- | ------- | ------- | ------- |
| Dani Mateo          |         |         |         |         |         |         |         |         |         |         |
| Iñaki Urrutia       |         |         |         |         |         |         |         |         |         |         |
| Jorge Ponce         |         |         |         |         |         |         |         |         |         |         |
| Yonyi Arenas        |         |         |         |         |         |         |         |         |         |         |
| David Broncano      |         |         |         |         |         |         |         |         |         |         |
| Antonio Castelo     |         |         |         |         |         |         |         |         |         |         |
| Lorena Castell      |         |         |         |         |         |         |         |         |         |         |
| Iggy Rubin          |         |         |         |         |         |         |         |         |         |         |
| Carolina Iglesias   |         |         |         |         |         |         |         |         |         |         |
| Ana Morgade         |         |         |         |         |         |         |         |         |         |         |
| Aníbal Gómez        |         |         |         |         |         |         |         |         |         |         |
| Sergio Bezos        |         |         |         |         |         |         |         |         |         |         |
| Pablo Ibarburu      |         |         |         |         |         |         |         |         |         |         |
| Alberto Casado      |         |         |         |         |         |         |         |         |         |         |
| Rober Bodegas       |         |         |         |         |         |         |         |         |         |         |
| Carlos Marco        |         |         |         |         |         |         |         |         |         |         |
| Victoria Martín     |         |         |         |         |         |         |         |         |         |         |
| Javier Bonet "Bnet" |         |         |         |         |         |         |         |         |         |         |
| Maya Pixelskaya     |         |         |         |         |         |         |         |         |         |         |
| Valeria Ros         |         |         |         |         |         |         |         |         |         |         |

## Características
La estrategia comercial de Vodafone yu estuvo fuertemente enfocada en el público joven y universitario. Una de sus principales plataformas de publicidad y engagement fue el programa de radio humorístico Yu: no te pierdas nada, que se transmitió en LOS40 hasta 2019 y luego en Europa FM con Ana Morgade como presentadora. El último programa se emitió el 30 de junio de 2022, culminando diez años de emisión tras no renovar el contrato.
Vodafone yu también produjo un programa de televisión llamado yuTUBERS, presentado por Angy Fernández y transmitido semanalmente en Comedy Central.
Otras estrategias comerciales incluyeron la instalación de casetas publicitarias en las principales facultades universitarias del país, la organización de fiestas, promociones, conciertos y eventos como Survival Zombie, la Nochevieja Universitaria y Mud Day.

## Canales de venta
El principal canal de venta de Vodafone yu fue a través de internet, aunque sus tarifas también estaban disponibles en las tiendas físicas de Vodafone y a través de los canales de atención al cliente de Vodafone. Los usuarios de esta plataforma eran referidos como "Yusers".